# Constantin Heereman von Zuydtwyck

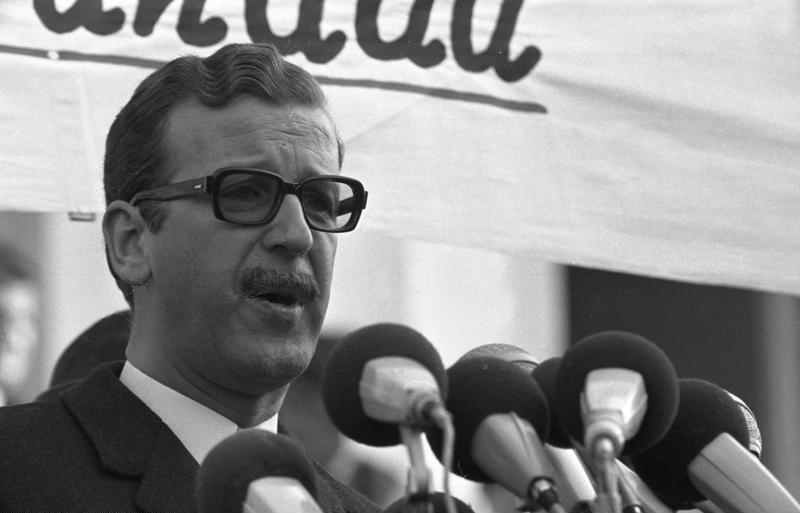
Constantin Freiherr Heereman von Zuydtwyck, 1971 bei einer Rede während einer Demonstration von Bauern in Bonn

Constantin Bonifatius Herman-Josef Antonius Maria Freiherr Heereman von Zuydtwyck (* 17. Dezember 1931 in Münster; † 26. Juli 2017 in Hörstel) war ein deutscher Land- und Forstwirt sowie Politiker (CDU). Er war Präsident des Deutschen Bauernverbandes (1969–1997), Präsident des Deutschen Jagdschutz-Verbandes (1995–2003) und Mitglied des Deutschen Bundestages (1983–1990).

## Familie
Constantin Heereman von Zuydtwyck entstammte dem alten niederländischen Adelsgeschlecht Heereman von Zuydtwyck. Sein Vater Theodor Freiherr Heereman von Zuydtwyck (1894–1965) war Berufsoffizier. Nach dem frühen Tod der Mutter Elisabeth, geborene Freiin von dem Bongart (1900–1935), wurden die sechs Kinder vom ältesten Bruder des Vaters adoptiert und kamen so zum Onkel auf Schloss Surenburg in Hörstel-Riesenbeck. Sein Urgroßonkel war der Zentrumspolitiker Clemens Heereman von Zuydwyck (1830–1903).
Im Jahre 1956 heiratete er Margarethe („Gitty“) Freiin von Wrede-Melschede (1931–2007) aus einem katholischen Adelsgeschlecht aus dem westfälischen Willebadessen im Kreis Warburg. Aus der Ehe stammen die 4 Töchter sowie der Sohn Philipp Freiherr Heereman von Zuydtwyck, der Vorsitzender des Waldbauernverbandes Nordrhein-Westfalen ist. Heereman von Zuydtwyck war römisch-katholischer Konfession.

## Leben
Heereman besuchte das Aloisiuskolleg des Jesuitenordens in Bad Godesberg. Die Internatszeit führte zur vorzeitigen Beendigung der Schule nach dreieinhalb Jahren mit dem Abschluss der Mittleren Reife. Nach zwei landwirtschaftlichen Lehrjahren legte er die Gehilfenprüfung ab und besuchte 1953 bis 1954 die Höhere Landbauschule in Soest. Nach dem Abschluss als staatlich geprüfter Landwirt übernahm er 1955 die Verwaltung des forst- und landwirtschaftlichen Betriebes von Haus Surenburg seines Adoptivonkels Max Freiherr Heereman und 1960 die Leitung der Heeremanschen Hauptverwaltung in Münster.
Ab 1958 war er Ortslandwirt und Vorsitzender des Ortsvereins in Riesenbeck, ab 1967 Vorsitzender des landwirtschaftlichen Kreisverbandes Tecklenburg. Heereman wurde 1968 zum Präsidenten des Westfälisch-Lippischen Landwirtschaftsverbandes und im darauffolgenden Jahr zum Präsidenten des Deutschen Bauernverbandes gewählt. Dieses Amt hatte er bis 1997 inne. Von 1979 bis 1981 sowie von 1990 bis 1992 war er Präsident des EU-Bauernverbandes COPA und von 1982 bis 1986 Präsident des Weltbauernverbandes IFAP.
Daneben war Heereman von 1976 bis 2004 Präsident des Landesjagdverbandes Nordrhein-Westfalen und von 1995 bis 2003 Präsident des Deutschen Jagdschutz-Verbandes. Von 1997 bis 2006 war er Vizepräsident des Europäischen Dachverbandes FACE.
1964 wurde Heereman Mitglied des Vorstands und war von 1969 bis 2014 Vorsitzender der Westfälischen Reit- und Fahrschule in Münster. Von 1996 bis 2012 war er Präsidiumsmitglied des Provinzialverbandes Westfälischer Reit- und Fahrvereine und von 1997 bis 2005 Präsidiumsmitglied der Deutschen Reiterlichen Vereinigung.
1969 wurde er Verwaltungsratsmitglied der Landwirtschaftlichen Rentenbank und war von 1974 bis zu seinem Ausscheiden 1998 deren Vorsitzender.
Heereman war Ehren- und Devotions-Ritter des Malteserordens und Vorsitzender der Delegation Ost des souveränen Malteser-Ritterordens. Er war Hauptmann d. R. der Bundeswehr.
Am 11. November 1972 trat Heereman der Münsteraner Karnevalsgesellschaft e. V. Böse Geister 1947 bei. 1974 wurde ihm der Knabbelorden der Narrenzunft vom Zwinger (Münster) verliehen. 1976 wurde Heereman Ritter des Orden wider den tierischen Ernst des Aachener Karnevalsverein (AKV); 1996 erfolgte die Ernennung zum Ehren-Ordenskanzler; 2016 die Verleihung des Jölde Hazz va Oche [= goldenes Herz von Aachen] für seine Verdienste um den Aachener Karneval.
Zuydtwyck war Kuratoriumsmitglied der IGFM.
Heereman verstarb auf der Surenburg in Hörstel-Riesenbeck

## Politik
Constantin Heereman trat 1957 der CDU bei und war über 25 Jahre auch kommunalpolitisch engagiert. 1983 setzte er sich gegen Gottfried Köster und Herbert Peuten durch und wurde von 123 Delegierten bei nur 20 Gegenstimmen zum Bundestagskandidaten für den damaligen Bundestagswahlkreis 98 Steinfurt II nominiert.
Er war von 1983 bis 1990 als direkt gewählter Abgeordneter der CDU im Deutschen Bundestag für die Wahlperioden:
- 10. Deutscher Bundestag (29. März 1983 bis 18. Februar 1987)
- 11. Deutscher Bundestag (18. Februar 1987 bis 20. Dezember 1990)

Er war in beiden Legislaturperioden Mitglied im Auswärtigen Ausschuss. Sein Nachfolger als Abgeordneter für den damaligen Wahlkreis Steinfurt II wurde 1990 Karl-Josef Laumann.
In der Öffentlichkeit war er vor allem als Vertreter des Bauernverbandes bekannt. Er löste 1969 Edmund Rehwinkel als Präsident des Deutschen Bauernverbandes ab.

## Ehrungen und Auszeichnungen
- 1973: Bundesverdienstkreuz am Bande des Verdienstordens der Bundesrepublik Deutschland
- 1976: Bundesverdienstkreuz I. Klasse des Verdienstordens der Bundesrepublik Deutschland
- 1976: Orden wider den tierischen Ernst des Aachener Karnevalsverein (AKV)
- 1980: Ernst-Reuter-Plakette
- 1981: Großes Verdienstkreuz des Verdienstordens der Bundesrepublik Deutschland
- 1982: Pfeifenraucher des Jahres
- 1993: Großes Verdienstkreuz mit Stern des Verdienstordens der Bundesrepublik Deutschland
- 1994: Deutsches Reiterkreuz in Gold der Deutschen Reiterliche Vereinigung (FN)
- 1996: Ehren-Ordenskanzler des Orden wider den tierischen Ernst des Aachener Karnevalsverein (AKV)
- 1996: Großes Silbernes Ehrenzeichen mit dem Stern für Verdienste um die Republik Österreich[13]
- 1997: Großes Verdienstkreuz mit Stern und Schulterband des Verdienstordens der Bundesrepublik Deutschland[14]

- 1997: Ehrenpräsident des Deutschen Bauernverbandes

- 1997: Schorlemer-Plakette in Gold des Westfälisch-Lippischen Landschaftwirtschaftsverbandes[15]
- 2005: Ehrenmitglied der der Deutschen Reiterliche Vereinigung (FN)

- 2012: Erster Ehrenbürger der Stadt Hörstel[16][17]
- 2014: Friedensreiterpreis 2014 des Westfälischen Reitervereins[18]
- 2016: Jölde Hazz va Oche des Aachener Karnevalsverein 1859 e. V. für seine Verdienste um den Aachener Karneval
- Ehren-Alter Herr bei der Akademischen Jagdverbindung Hermann Löns zu Münster
- Ehrenvorsitzender des Beirates der Agravis Raiffeisen AG[19]

## Schriften
- Nebenberufliche Landbewirtschaftung im Widerstreit, Fredeburg Dt. Landjugend-Akademie 1970, IN: Fredeburger Hefte, Nr. 8
- Reden zur Mittelstandspolitik: 1976-1978, Düsseldorf 1979
- Deutsche Weltwirtschaftliche Gesellschaft: EG-Agrarpolitik und Aussenwirtschaft, DWG Berlin 1980
- Nicht nur durch die grüne Brille, Seewald Stuttgart 1981
- Technologie und Mittelstand.ʹDen Wohlstand für alle sichern, in: MANAGEMENT HEUTE, Bad Harzburg. Nr. 1. 1984. S. 11–14.
- Wünsche und Forderungen der deutschen Landwirtschaft im Rahmen des europäischen Agrarsystems, Studienkreis Hochsch./Wirtschaft NRW 1985, in: Schriftenreihe Hochschule-Wirtschaft, H. 4.
- Land- und Forstwirtschaft Biofilter für die Industriegesellschaft?, DBV Bonn 1988
- Momentaufnahme: Constantin Freiherr Heereman im Gespräch mit dem Journalisten Peter Staisch, DBV Bonn 1994
- Zur Zukunft der Bauern in unserer Gesellschaft, DBV Bonn 1997